# Erioptera persessilis
Erioptera persessilis är en tvåvingeart som beskrevs av Alexander 1958. Erioptera persessilis ingår i släktet Erioptera och familjen småharkrankar. Inga underarter finns listade i Catalogue of Life.